# Stéphanie Kerbarh
Stéphanie Kerbarh, née le 31 juillet 1975 à Orléans (France), est une femme politique française.
Membre du Parti radical de gauche puis de La République en marche (LREM), elle est élue députée dans la 9e circonscription de la Seine-Maritime lors des élections législatives françaises de 2017.
Après avoir lancé une liste dissidente pour les élections régionales de 2021 en Normandie, elle est exclue de LREM.
En décembre 2019, elle est condamnée par le conseil des prud'hommes du Havre pour licenciement sans cause réelle et sérieuse d'un de ses collaborateurs.

## Biographie
Stéphanie Kerbarh naît le 31 juillet 1975 à Orléans (Loiret).
Elle est mère de deux enfants et vit près de Goderville.
Elle est médiatrice économique dans l'industrie et administratrice de l'association Observatoire des achats responsables (Obsar).

### Parcours politique

#### Débuts
Lors des élections départementales de 2015, elle est candidate sur une liste divers gauche ; elle adhère ensuite au Parti radical de gauche (PRG),,,,.
Elle rejoint En marche !, devenu La République en marche (LREM), en 2016.

#### Députée
Elle est investie par LREM pour les élections législatives de 2017 sur la neuvième circonscription de la Seine-Maritime ; elle est élue députée avec 63 % des suffrages exprimés face à une candidate du Front national,.
Membre de la commission du Développement durable et de l'Aménagement du territoire à l'Assemblée Nationale, elle est co-rapporteure, avec Véronique Riotton, du projet de loi relatif à la lutte contre le gaspillage et à l’économie circulaire.
Elle est condamnée en décembre 2019 par le conseil des prud’hommes du Havre pour le licenciement sans cause réelle et sérieuse de son assistant parlementaire.
Aux élections régionales de 2021 en Normandie, elle décide de lancer une liste concurrente à celle de Laurent Bonnaterre, qui a reçu l’investiture de LREM. Stanislas Guerini, délégué général de LREM, annonce alors son exclusion du parti en affirmant qu'« elle était déçue de pas être sur la liste » de Laurent Bonnaterre. Elle demeure néanmoins membre du groupe La République en marche à l'Assemblée nationale jusqu'au 21 octobre 2021, où elle annonce rejoindre le groupe Libertés et territoires.
Elle est candidate à sa réélection, cette fois sous l'étiquette Alliance centriste, aux élections législatives de 2022. Elle est éliminée au premier tour en obtenant 3,35 % des voix.